# 岡田大士郎
岡田 大士郎（おかだ だいしろう）は、日本の実業家。米国スクウェア・エニックス（Square Enix, Inc）元社長・COO、株式会社HLD Lab代表取締役社長・CEO、一般社団法人ファシリティ・オフィスサービスコンソーシアム（FOSC）副代表理事、一般社団法人日本ライフシフト協会理事、一般社団法人ゲームカルチャー協会理事、一般社団法人日本アーチストエイド協会理事長。

## 人物・経歴
1979年、立教大学卒業。大学卒業後、日本興業銀行（現・みずほ銀行）に入行。同行で投資銀行業務や海外業務（ロンドン勤務等）を行い、20年にわたり国際税務業務に携わる。
その後、ドイツ銀行グループでDirector, Head of Taxesとして国際税務の統括業務に従事する。
2005年に、スクウェア・エニックスに入社。米国Square Enix, Incの社長（COO）として米国事業に携わり、2007年に本社に帰任。「組織風土並びに働き方改革」を総務部長として推進し、社内のクリエイティブワークスペース構築を行ない、2012年の本社スタジオの全面移転、2015年の大阪事業所の移転プロジェクトに関与した。
2018年、同社定年退職。同年、一般社団法人ファシリティ・オフィスサービスコンソーシアム（FOSC）副代表理事、一般社団法人日本ライフシフト協会理事に就任。
2019年2月、一般社団法人ゲームカルチャー協会理事に就任。同年3月、一般社団法人日本アーチストエイド協会理事長に就任。
2021年5月5日一般社団法人日本ワーケーション協会特別顧問に就任。
同年1月に、株式会社HLD （Happy Life Design ）Labを起業し、代表取締役社長・CEOに就任。パソナ・パナソニックビジネスサービスを始め、多くの企業で経営戦略アドバイザーを務めるとともに、働き方改革を推進し、ソーシャル、ハピネス社会の共創活動にも取り組んでいる。
2022年2月に、一般社団法人デジタル田園都市国家構想応援団の専務理事に就任。